# 奥拉斯 (大西洋比利牛斯省)
奥拉斯（法語：Oraàs，法語發音：[ɔʁas]）是法国大西洋比利牛斯省的一个市镇，属于奥洛龙-圣玛丽区。

## 地理
奥拉斯（43°26'17"N, 0°59'13"W）面积10.57 平方千米，位于法国新阿基坦大区大西洋比利牛斯省，该省份为法国东南部省份，涵盖了贝阿恩与北巴斯克，西临大西洋比斯開灣，北至朗德省，东北接热尔省，东临上比利牛斯省，南与西班牙接壤。
与奥拉斯接壤的市镇（或旧市镇、城区）包括：阿比坦、阿托斯-阿斯皮斯、卡斯塔涅德、埃斯科斯、萨利斯德贝阿恩、索沃泰尔德贝阿恩。

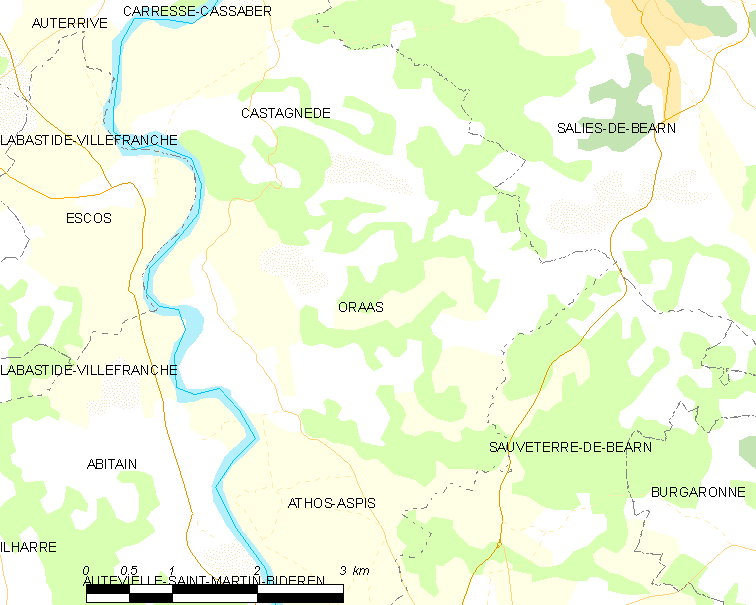
的OSM定位图

奥拉斯的时区为UTC+01:00、UTC+02:00（夏令时）。

## 行政
奥拉斯的邮政编码为64390，INSEE市镇编码为64423。

## 政治
奥拉斯所属的省级选区为奥尔泰兹-激流与盐之地县。

## 人口

1962-2008年间人口变化图示

奥拉斯于2022年1月1日时的人口数量为187人。